# Absolom (prostozidarska loža)
Absolom je bila prva prostozidarska loža v Nemčiji, ki je bila ustanovljena 6. septembra 1737 v Hamburgu.
Prvotno so ložo poimenovali Društvo sprejetih prostozidarjev mesta Hamburga (izvirno francosko Société des acceptés macons libres de la Ville de Hambourg). Med člani lože je bil tudi Friderik Veliki Pruski.